# Elaphidion spinicorne
Elaphidion spinicorne là một loài bọ cánh cứng trong họ Cerambycidae.